# Драматичен театър „Рачо Стоянов“
Драматичният театър „Рачо Стоянов“ е държавен драматичен театър в град Габрово.

## История

### 1870г. - 1929 г. до 1945 г. – учреждаване на театрално дружество и габровски общински театър
В Габрово няколко помещения са приспособени за театрални салони в частни къщи и училища. Организатори и инициатори на театралното дело в града са бележити българи, сред които Райчо Каролев, учител, министър на народното просвещение в кабинета на Петко Каравелов, книжовник; Иван Гюзелев, учител, заема поста министър на народното просвещение в първото либерално министерство през 1880 г.; Христо Дюстабанов, баща на Цанко Дюстабанов.
Първото представление в Габрово се състои на 7 януари 1870 г., по коледните празници, на „Многострадалната Геновева“, която се изнася на много места в страната. По спомени, издирени от Илия Габровски, то е изпълнено някъде към Гунин кладенец, т.е. в Попнеофитовото училище. Според д-р Петър Цончев за театрален салон се използва една от стаите на Даскал-Цвятковото школо (първото новобългарско училище, наричано така от габровци). Успехът е голям и пиесата се играе няколко пъти през зимата. Появява се идеята за основаване на театрално дружество.
Първите изпълнители и режисьори на т.нар. „театро“ са любители, без подготовка за сценично общуване. Главен актьор и същевременно режисьор на „Многострадална Геновева“ е габровецът Илия Христович, който учил в Киев и Москва духовна академия. Там гледал театрални представления и ги пренася в родния град.
Сцената е примитивна, без декори. За кулиси служат черги. Завесата е от платно. Костюмите на актьорите невинаги са съобразени с епохата.
Следващата пиеса е „Михаил Мишкоед“ от Сава Допроплодни. Следват историческите пиеси на Добри Войников, някои от които се изнасят в новопостроеното Умниково училище.
Първите актьори и режисьори са интелигенти – предимно учители, проводници на театралното дело в Русия през време на учението си. По инициатива на руските възпитаници – учителите Райчо Каролев, Иван Гюзелев и Петър Генчев през 1872 г. е представена драмата „Райна Княгиня“ в пет действия от Добри Войников. Представлението се изнася в къщата на Христо Дюстабанов (улица Радецка); играно е седем пъти. За него идват посетители от Трявна, Дряново, Севлиево, Ловеч, Шипка. Пиесата е забранена от каймакамина, но оставя трайни впечатления. Ролите се изпълняват от Георги Тотев (в ролята на Райна Княгиня), „че още нямал брада и мустаци“; Райчо Каролев (цар Петър), „че е личен, гласовит и му отива“; Христо Конкилев (баба Тула), „че на баба прилича“. Саби за актьорите отпускат самите турски офицери, които са редовни посетители на представленията. Приходът от представлението е в полза на училището.
Женските роли се играят от младежи без мустаци, тъй като в епохата на патриархален бит е изключено жена да участва в представление и да прави сантиментални излияния, които могат да оскърбят патриархалното чувство на зрителите. През 1879 г. зимните представления започват отново. Тогава за първи път в представление участва жена – сестрата на Цанко Дюстабанов – госпожица Гана Христова Дюстабанова – в пиесата „Невянка и Светослав“. От 1873 г. театрото се играе в читалището в къщата на Христо Дюстабанов, на втория етаж, където се намира читалнята, пригодена за театрален салон. Читалищните членове представят там „Криворазбрана цивилизация“, „Велизарий“, „Крума Страшни“, „Велислава“, „Зла жена“ и др. През 1871 г. се играе комедията „Килия“ от Илия Христович не само в Габрово, но и в Свищов, Русчук, Търново, Севлиево, Етрополе, Плевен, Цариград, Шипка и Варна.
От 1876 до 1878 година поради въстанието и войната театралното движение прекъсва. След Освобождението театралните представления се играят в зданието на Априловската гимназия и в Даскал-Цвятковото училище. Актьорите са основно представители на интелигенцията и учителството.
През зимата на 1882 г. се играе първото представление на пиесата „Иванко“ от Васил Друмев. Ролята на Асена се изпълнява от директора на гимназията г. Райчо М. Каролев, а ролята на Иванко – от учителя Васил Христо Дюстабанов. Женските роли се играят от учителките Елена Фингова (Мария) и Радка Ст. Проданова (Тодорка).
Една от театралните зали е малкият двор на къщата на Христо и Петър поп Иванови, а сцената – малкият навес пред конюшнята. През 1883 г. входът от петак и рупче достига до два гроша.
Обстановката се подобрява – главният режисьор и артист Христо п. Иванов създава специална завеса и чергата се изхвърля. Започват да дават освен дневни и вечерни представления и театърът на габровци придобива слава. Училищните власти забраняват по-нататъшните представления, поради отклонения на учители и ученици от преките им задължения – уроците. Не е без значение и страхът от нещастен случай и пожар при използването на пушки и пищови по време на представленията.
След Сръбско-българската война театралното дело преживява упадък. Едва през учебните 1886/87 и 1887/88 г. учениците от горните класове започват да играят представления под ръководството на гимназиалните учители. Изгубеният интерес на габровското гражданство се проявява отново през 1888 г., когато читалището възобновява дейността си.
До 1922 г., когато се обновява зданието на библиотеката „Априлов-Палаузов“ с нов голям салон, театралните представления се играят в частния салон на казино „Бузлуджа“ и в „Народния дом“ на широките социалисти.
Началото на работническия театър е поставено преди основаването на БСДП през 1891 г., с дейността на първите социалистически дружинки. Габрово е център на социалистическото движение. Тук се издава първият социалистически вестник „Росица“.
Със засилване на работническото движение и поради опита на реакционните сили да ограничат творческата дейност на създалите се театрални движещи се групи, театралната самодейност се пренася в работническите клубове. В Габрово също е изграден колектив от театрални любители, първите опити на който е изнесената през 1901 г. комедия „Кандидат Ходжов“, издадена същата година и печатана в печатница „Заря“ в Габрово. Участващи лица в пиесата са Пенчо Гутев, Нено Михов, Пенчо Ахчиев.
В репертоара на габровския театър освен творби, които отразяват борбата на работническата класа, често са включвани и пиеси от руската и западната класика, като „Еснафи“ от Горки, „Призраци“ от Ибсен и пр.
През 1929 г.  е основан Габровски общински театър помещаващ се в сградата на НЧ "Априлов-Палаузов". Този акт дава началото на габровския театър.

### След 1945 г. – основаване на държавен театър в Габрово
След 9 септември 1944 г. основната драматическа дейност се поема от създадения към 1 август 1945 г. професионален „Народен театър“, широко подкрепян от общината и държавата. Народната власт се заема да изгради в редица градове постоянни театри.
В словото си по повод 20-годишнината на театъра тогавашният негов директор Христо Кръчмаров казва: „... само който не е стъпвал на сцена, той не знае какво е да угаснат лампите, да светнат прожекторите и в тебе да се вперят чакащите очи на публиката, която още нищо не знае, която е дошла в театъра, за да види, което не е виждала, за да чуе, което не е чувала. Впрочем българският актьор винаги може да разчита на предварителната симпатия и съчувствие, защото едва ли има българин, който поне веднъж в живота си да не е бил актьор...“
През 1945 г. театърът има по щат само 26 души. Първи директор е Мишо Георгиев (за пет сезона до 1950 г.), а режисьор е Стефан Гъдуларов.
На 10 октомври 1945 г. за първи път на габровска сцена се състои представление на актьори професионалисти – на първата в Габрово постоянна актьорска трупа. С премиерата на пиесата „Хъшове“ от Иван Вазов се отбелязва създаването на Габровския общински народен театър.
Два сезона до 1947 г. театърът няма щатен режисьор и художник, а използва гастрольори: Николай Фол, Йордан Сейков, Хрисан Цанков.
Характерни за първите години са крайно лошите условия за работа. Дълго време в същата сграда има кино и театралният колектив започва репетициите си вечер след 22 часа. Няма никакви ателиета и всичко се работи на сцената след репетициите по цели нощи от сценичните работници без машини. При тези условия обаче се поставят два пъти повече пиеси. Не се отпускат кредити за основно поддържане на театралния салон, тъй като той не е собственост на театъра. Липсват складове за декори.
Едва през 1961 г. започва основно преустройство на театралната сграда и сцената. От 1 август 1964 г. театърът се преименува в Драматичен театър – Габрово. Докато продължава ремонтът, представленията се изнасят на сцената в читалището в квартал Палаузово. Сезон 1963/64 г. се открива с пиесата на Андрей Гуляшки „Спящата красавица“ на 12 октомври 1963 г., с което фактически се открива преустроената сграда на театъра – удобна, механизирана сцена, салон и фоайета, парно отопление.
В репертоара на първите сезони влизат пиеси в духа на революцията. На габровска сцена се играят: „Тартюф“ на Молиер с гастрол през 1946 г. на Кръстьо Сарафов, „Пигмалион“ от Бърнард Шоу, „12-а нощ“ на Шекспир, „Царска милост“ от Камен Зидаров, „Свекърва“ на Антон Страшимиров, „Ревизор“ от Гогол, „Боряна“ на Йордан Йовков, „Греховната любов на зографа Захари“ и мн. др. пиеси, които до края на 1974 г. достигат цифрата 225.
Културно събитие през 1958 г. е гастролът на народния артист Константин Кисимов в ролята на Езоп в едноименната пиеса. Много от артистите и режисьорите са работили и работят на софийска сцена и в други провинциални театри, след като са тръгнали от Габровския театър.
Значителен е приносът на художниците Константин Константинов, Тодор Чобанов и Ардаш Тавукчиян.

### Театърът в съвремието
Към 2018 г. Драматичен театър „Рачо Стоянов“ заема важна позиция в културното развитие на град Габрово.
Предлага разнообразен репертоар и играе както на местна територия, така и в множество градове – в България и други европейски страни.
Драматичен театър „Рачо Стоянов“ има реализирани проекти съвместно с АЕК „Етър“ – осъществени са представления на открито, в автентичната обстановка, която архитектурният комплекс предлага.
През октомври 2013 г. е създадена Театрална школа към Драматичен театър „Рачо Стоянов“, която през 2017 г. е преименувана на Театрална школа „Котешката къща“.
Към 2018 г. режисьори на трудов договор в театъра са Петринел Гочев и Васил Дуев.
През 2019 г. театърът осъществява инициативата "Съботно приключение в театъра". Събитие за най-малките зрители, в което децата се срещат с приказни герои и гледат спектакли специално създадени за тях.
През същата година спектакълът "Свекърва" на реж. Петринел Гочев бе поканен на Международния фестивал "Хомо луденс" - Украйна в гр. Николаев, където бе представен пред българската общност от с.Терневка, Украйна. Спектакълът е отличен с награда "Постижения в театралното изкуство" и "Най-добра сценография".
Към трупата на театъра се присъединява режисьорът Ана Батева.
През 2020 г. светът бе засегнат от вируса COVID-19. Град Габрово и театърът не бяха подминати. От 13 февруари до 1 юни репетициите по новия спектакъл "12-та нощ" на реж. Стоян Радев Ге.К. бяха отменени и впоследствие проектът не се реализира. 
В периода 01 юни до декември 2020 г, театърът реализира 8 премиери, като стратегия за справяне с последиците от пандемията. 
На 10 октомври 2020 г. беше премиерата на спектакъла "Под игото -1894-та" на реж. Петринел Гочев, автор Гергана Змийчарова. С тази премиера бе отбелязана 75-та годишнина от създаването на постоянна, професионална трупа в гр. Габрово, 170 години от рождението на Иван Вазов и 70 години от смъртта му.
През 2021 година Съюзът на артистите в България организира националните театрални награди "Икар", на които актрисата, от трупата на габровския театър, Поля Йорданова бе отличена с "Икар" в категория "Дебют" за ролята си в спектакъла "Мечтата на Наташа" на реж. Ана Батева.
През октомври същата година, Драматичен театър - Габрово взе участие в Международния театрален фестивал "Хомо луденс" - Украйна, в гр. Николаев със спектакъла "Салиери" по Питър Шафър на реж. Петринел Гочев. Спектакълът бе отличен с 3 награди. Две от професионалното жури ( "Най-добър спектакъл" и "Най-добър актьор" за ролята на Салиери на актьора Димо Димов) и една от  алтернативното жури ( "Най-добър актьор" за ролята на Салиери на актьора Димо Димов). 
Между Драматичен театър - Габрово и Николаевски академичен художествен театър бе подписан меморандум за сътрудничество.
През сезон 2021/2022 г. трупата напуска режисьорът Васил Дуев, а към режисьорската гилдия в театъра се присъединява Веселка Кунчева. Така се оформя режисьорското трио - Петринел Гочев (главен режисьор), Веселка Кунчева и Ана Батева.
През сезон 2022/2023 г.  напуска Петринел Гочев и режисьорският екип остава в състав - Веселка Кунчева и Ана Батев.

## Сграда на театъра
Драматичен театър „Рачо Стоянов“ се помещава в сградата на читалище „Априлов-Палаузов“. Габровското народно читалище е създадено на 26 декември 1861 г. по инициатива на няколко младежи. Неговото създаване е отговор на нуждите на един израснал занаятчийски и търговски град, от център, който да обединява интелектуалните сили и да ръководи неговия културен живот.
През 1861 г. и 1862 г. читалището се намира в килията при църквата „Света Троица“. Броят на книгите, с които разполага читалището, е значителен. Личната библиотека на Васил Е. Априлов, след създаването на читалището е преместена от Даскал-Цвятковото школо в килията на църквата „Света Троица“ и става достояние на гражданството.
Ръководството на читалището се състои предимно от млади хора, развълнувани от призива на Раковски за създаване на Българската легия в Белград. През 1862 г. оживената дейност на читалището спира.
След девет години на 20 юли 1871 г. при големи тържества и стичане на голямо мнозинство, габровци откриват наново читалището в къщата на Цанко Дюстабанов. През 1872 г. читалището започва да носи името „Априлов-Палаузов“. Поради успешното развитие на читалищното дело се появява нуждата от построяване на „достойна“ сграда. Фонд за построяването на такова здание се създава през 1898 г., а на 30 март следващата година се полага основният камък на сегашната читалищна сграда. След известен застой през периода на войните зданието е довършено и тържествено открито на 31 декември 1922 г.

## Директори в историята на габровския театър
- Мишо Георгиев (1945)
- Димитър Стратев (1950)
- Радич Радиев (1952)
- Любен Калинов (1954)
- Стефка Попиванова (1957)
- Ангел Алексиев (1960)
- Николай Ангелов (1962)
- Христо Кръчмаров (1964)
- Христо Попов (1968)
- Кольо Мичев (1971)
- Катя Зехирева (1973)
- Васил Червенков (1976)
- Цветан Иванов (1980)
- Георги Григоров (1981)
- Петър Александров (1985)
- Минчо Минков (1989)
- Иванка Димитрова (1990)
- Ана Иванова (1991)
- Добри Добрев (1993)
- Невена Митева (1995)
- Петко Койчев (2018)

## Първи театрален сезон – 1945/46 г.

### Екип
Директор – Мишо Георгиев, Режисьори: р. Цанков, Ст. Гъдуларов, М. Георгиев

### Репертоар
- „Хъшове“
- „Лудетината“
- „Д. Р. Ванер“
- „Любовта побеждава“
- „Таня“
- „Чуждото дете“
- „Кражба“
- „Моралът на Дулска“
- „Черното петно“
- „Тартюф“
- „Луди млади“

## Фестивали

### Международен фестивал на комедийния спектакъл (МФКС)
Фестивалът стартира през 1998 г. по идея на тогавашния директор на Драматичен театър „Рачо Стоянов“ – Невена Митева. Концепцията е вдъхновена от популярността на града като „световна столица на хумора“. Пилотното издание, в което участват едни от най-изтъкнатите представители на комедията – Павел Поппандов, Нина и Зуека – постига неочакван успех. Година по-късно фестивалът е организиран повторно, този път с участието на международни театрални трупи. Фестивалът се провежда през година.

### Международен фестивал на спектаклите за един актьор BGMOT Габрово / Международен фестивал на монодрамата "Соло Акт"
Фестивалът възниква като необходимо събитие в годините, в които МФКС не се провежда. Първото издание се провежда през 2006 г. Фестивалът е част от мрежата на ЮНЕСКО. Журито се състои от двама чуждестранни и един български театрален критик.
През 2022 г. след като е отлаган два пъти, Международният фестивал на спектаклите за един актьор добива ново име и визия - Международен фестивал на монодрамата "Соло Акт". С новото си име, фестивалът е включен в Методиката за финансиране на сценичните изкуства, като един от значимите фестивали в България.
Символът на котарака "Бегемот" е заменен със стилизирана рисунка на Петел, който е символ на "единия", "първия". Освен името и визията е променен регламента. Журито е от петима членове - трима театрални специалисти, един представител на местен културен институт и един представител на Община Габрово. Освен професионално жури за пръв път бе въведено и три членно алтернативно жури - през първата година (2022г.) алтернативното жури бе съставено само от журналисти.
Наградите бяха разпределени в 6 приза в 5 категории :
- „Изкуството на актьора в моноспектакъла“ - мъжка и женска категория
- „Изкуството на режисьора в моноспектакъла“
- „Изкуството на художника в моноспектакъла“
- „Изкуството на композитора в моноспектакъла“
- "Най-добър спектакъл“
За пръв път всяка от гореизброените награди имаше парична стойност.

## Отличия

### Награди
I Национален преглед на българската драма и театър
Отличие за спектакъла „По московско време“ – А. Вегнщайн, реж. Д. Стратев
- 1964 г.

III Национален преглед на българската драма и театър
Тодор Чобанов – награда за сценографско решение на спектакъла „Голямото завръщане“ – Иван Радоев
- 1965 г.

Ямболски театрални дни
Ардаш Тавукчиян – награда за сценографско решение за „Училище за сплетни“ – Р. Ширидан
- 1968 г.

Друмеви тържества – Шумен
Кирил Златков – награда за актьорско майсторство за ролята на Боцмана в „Оптимистична трагедия“ – Вс. Вишневски
- 1969 г.

IV Национален преглед на българската драма и театър
Заключителен етап – София
Владо Найденов – награда за режисура за постановката „Човекът от досието“ – Лозан Стрелков
Ардаш Тавукчиян – награда за сценографско решение на спектакъла „Човекът от досието“ – Лозан Стрелков
Георги Стоянов – награда за актьорско майсторство за ролята на Полковника от пиесата „Човекът от досието“ – Лозан Стрелков
Стоян Костов – награда за актьорско майсторство за ролята на Бай Васил от пиесата „Човекът от досието“ – Лозан Стрелков
На районния преглед в град Плевен
Стоян Костов – награда за актьорско майсторство за ролята на Барутчията от пиесата „Инженерът, момичето и другите“ – Вл. Голев
Надя Тодорова – награда за актьорско майсторство за ролята на Жената на Барутчията от пиесата „Инженерът, момичето и другите“ – Вл. Голев
Кирил Златков – награда за актьорско майсторство за ролята на Апостолов от пиесата „Инженерът, момичето и другите“ – Вл. Голев
- 1970 г.

Шуменски театрални дни
Ардаш Тавукчиян – награда за сценографско решение на спектакъла „Неспокойна старост“ – А. Рахманов
- 1984 г.

VII Национален преглед на българската драма и театър
Ардаш Тавукчиян – награда за сценографско решение за пиесата „Големият род“ – М. Минков
Петър Стойчев – награда за режисура на спектакъла „Големият род“ – М. Минков
Христо Христов – награда за актьорско майсторство за ролята на Станчо от пиесата „Големият род“ – М. Минков
Стоян Костов – награда за актьорско майсторство за ролята на Йорго
Ружа Николова – награда за актьорско майсторство за ролята на Дена
- 2006 г.

Димо Димов – награда „Стоби“ за представлението „Златоното руно“
- 2014 г.

Аскеер за Най-добро представление – „Ромео и Жулиета“ от Уилям Шекспир, постановка Петринел Гочев, Драматичен театър „Рачо Стоянов“ – Габрово
- 2015 г.

Невена Митева – награда за режисура за спектакъла „Село, село, пусто село“
Ружа Николова – награда „Любимец 13“, присъдена посмъртно за изключителен принос в областта на актьорското майсторство
- 2016 г.

Невена Митева – награда „Чудомир“ за постановката „Чешити“ по Чудомир
- 2018 г.

Надежда Петкова – награда за най-добра актриса от Международния фестивал на спектаклите за един актьор BGMOT за моноспектакъла „Комедиантката“ 
- 2019 г.

Постижения в театралното изкуство - награда за спектакъла "Свекърва" на реж. Петринел Гочев от  МТФ "Хомо Луденс" - Николаев, Украйна
Най-добра сценография -  награда за спектакъла "Свекърва" на реж. Петринел Гочев от  МТФ "Хомо Луденс" - Николаев, Украйна
Най-добра постановка – изборът на студентите - награда за спектакъла "Истината или се осмеляваш" на реж. Васил Дуев от третото издание на Международния театрален фестивал в Прищина, Косово
- 2020 г.

Поля Йорданова - за ролята си в "Мечтата на Наташа" на реж. Ана Батева печели наградата „Най-добра актриса“ от XII Международен фестивал „МоноАкт“ в Печ, Косово.
- 2021 г.

Поля Йорданова - за ролята си в "Мечтата на Наташа" на реж. Ана Батева печели награда "Икар" в категория "Дебют".
Димо Сава Димов - ролята му в "Салиери" на реж. Петринел Гочев, му донесе наградата "Най-добър актьор", според професионалното жури, на МТФ "Хомо Луденс" - Украйна. 
Димо Сава Димов - ролята му в "Салиери" на реж. Петринел Гочев, му донесе наградата "Най-добър актьор", според алтернативното жури, на МТФ "Хомо Луденс" - Украйна. 
Най-добър спектакъл - за спектакъла "Салиери" на реж. Петринел Гочев, според професионалното жури на МТФ "Хомо Луденс" - Украйна.
- 2022 г.

Аскеер за Изгряваща свезда - за спектакъла "Въпреки живота, всичко е любов" на реж. Васил Дуев, съвместна продукция на Сдружение "Суматоха" и ДТ "Рачо Стоянов".

### Номинации и участия
- 2014 г.
  - Петринел Гочев – номиниран в две от категориите на наградите ИКАР с представлението „Ромео и Жулиета“
  - Гергана Змийчарова – номинирана в категория „ДЕБЮТ“ за представлението „Ромео и Жулиета“
  - Надежда Петкова – номинирана в категория „ПОДДЪРЖАЩА ЖЕНСКА РОЛЯ“ в представлението „Ромео и Жулиета“

Аскеер (номинации)
Режисура – Петринел Гочев за „Ромео и Жулиета“ на Драматичен театър „Рачо Стоянов“ – Габрово
Сценография – Юлияна Войкова-Найман за „Ромео и Жулиета“ на Драматичен театър „Рачо Стоянов“ – Габрово
Костюмография – Юлияна Войкова-Найман за „Ромео и Жулиета“ на Драматичен театър „Рачо Стоянов“ – Габрово
„Аполония“ – селектиран за участие с представлението „Ромео и Жулиета“
- 2015 г.

„Охридско лято“ – селектиран за участие с представлението „Жана Д'Арк“
„Шекспиров фестивал“, част от програмата на Бит Фест – селектиран за участие с представлението „Ромео и Жулиета“
„Варненско лято“ – селектиран участие с представлението „Жана Д'Арк“

## Паметни личности
- Райна Колева
- Мария Спасова
- Веселана Манафова
- Люба Темелкова
- Ана Георгиева
- Йордан Сейков
- Дора Трифонова
- Стефан Мусаков
- Любен Ламбрев
- Цвета Панова
- Иван Куманов
- Найден Траянов
- Димитър Панов
- Никола Конов
- Цветан Георгиев
- Петър Чобанов
- Любен Янбастиев
- Емил Греков
- Стоян Костов
- Тодор и Дора Кожухарови
- Иван Кривошиев
- Кирил Златков
- Кристина Петева
- Лъчезар Стоянов
- Венцеслав Кисьов
- Катя Зехирева
- Ружа Николова
- Виолета Минкова
- Невена Ханджиева
- Невена Коканова
- Румена Трифонова
- Лили Димитрова
- Стефка Михайлова
- Анани Явашев
- Васил Инджев
- Начко Ябанджиев
- Стойно Добрев
- Христо Христов